# Bevolking van Pakistan
De geschatte bevolking van Pakistan op 15 maart 2017 was 207.774.520 personen, een stijging van 57% ten opzichte van 132.352.79 personen in 1998. Pakistan is hiermee het op vier na grootste land ter wereld (qua inwonersaantal). Tussen 1998 en 2017 bedroeg de jaarlijkse bevolkingsgroei 2,40%, variërend van 2,13% in Punjab tot 4,91% in Islamabad Hoofdstedelijk Territorium.

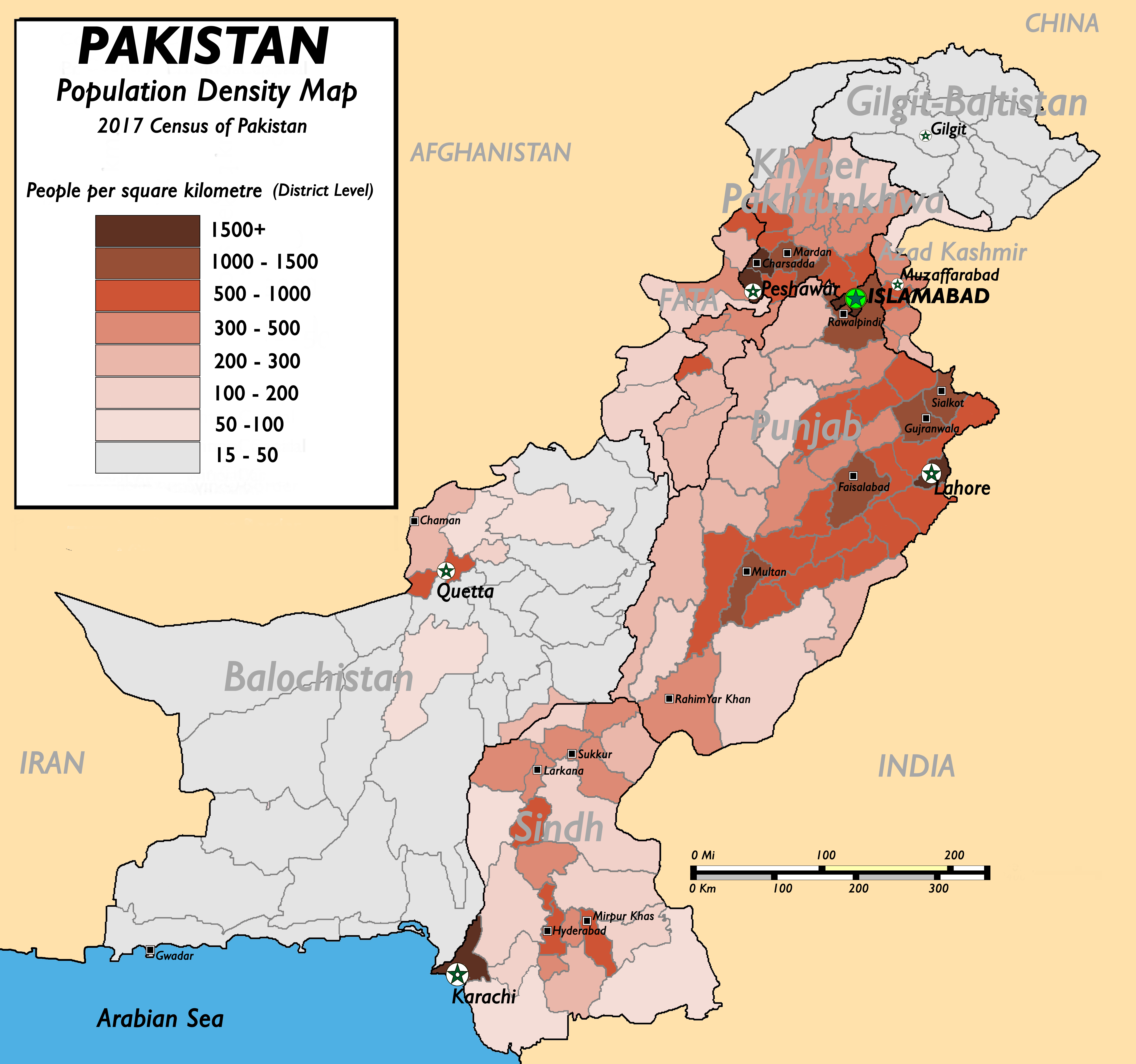
Bevolkingsdichtheid van Pakistan

## Bevolking per deelgebied
Meer dan de helft van de Pakistaanse bevolking leeft in Punjab (110 miljoen). Bijna 50 miljoen inwoners wonen in Sind, terwijl ruim 35 miljoen personen woonachtig zijn in Khyber-Pakhtunkhwa. De overige deelgebieden zijn vrij dunbevolkt.
|   | Deelgebied                           | Status      | Oppervlakte (km²) | Bevolking (2017) | Hoofdstad    |
| - | ------------------------------------ | ----------- | ----------------- | ---------------- | ------------ |
| 1 | Baluchistan                          | Provincie   | 347.190           | 12.344.408       | Quetta       |
| 2 | Khyber-Pakhtunkhwa                   | Provincie   | 101.741           | 35.525.047       | Peshawar     |
| 3 | Punjab                               | Provincie   | 205.344           | 110.012.442      | Lahore       |
| 4 | Sind                                 | Provincie   | 140.914           | 47.886.051       | Karachi      |
| 5 | Islamabad Hoofdstedelijk Territorium | Territorium | 1.165             | 2.006.572        | Islamabad    |
| 6 | Azad Kasjmir                         | Territorium | 13.297            | 4.045.366        | Muzaffarabad |
| 7 | Gilgit-Baltistan                     | Territorium | 72.496            | 2.441.523        | Gilgit       |
|   | Pakistan                             |             | 796.095           | 207.774.520      |              |

## Urbanisatie

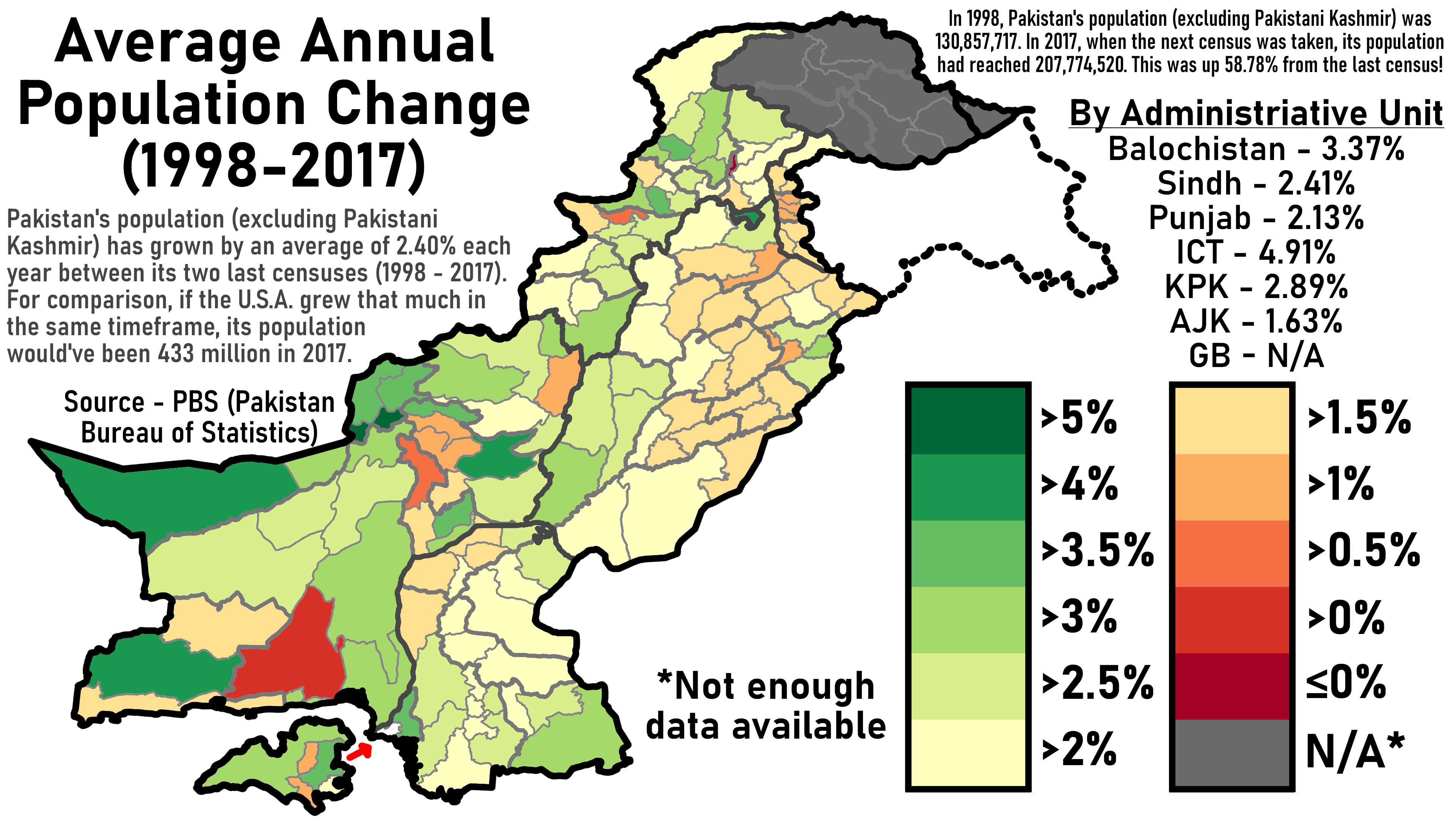
De gemiddelde jaarlijkse bevolkingsgroei per district in de periode 1998-2017

Op 15 maart 2017 telde Pakistan tien steden met minimaal 1 miljoen inwoners. De grootste twee steden waren Karachi (14,9 miljoen) en  Lahore (11,1 miljoen). De overige acht miljoenensteden hadden beduidend minder inwoners, variërend van 1 miljoen in Quetta tot 3,2 miljoen in Faisalabad. De urbanisatiegraad van de Pakistaanse bevolking bedroeg 36,38% in 2017, een stijging vergeleken met 32,52% in 1998 en 28,3% in 1981. Sind (52,02%) en Islamabad Hoofdstedelijk Territorium (50,58%) zijn de enige deelgebieden waar de meerderheid van de bevolking in steden woont. De urbanisatiegraad van de Federaal Bestuurde Stamgebieden bedroeg daarentegen minder dan 3%, terwijl die van Khyber-Pakhtunkhwa 18,77% bedroeg.
| Rang | Gebiedsnaam     | Bevolking (1998) | Bevolking (2017) | Bevolkingsgroei (gemiddeld) |
| ---- | --------------- | ---------------- | ---------------- | --------------------------- |
| 1    | Karachi         | 9.339.023        | 14.916.456       | 2,49%                       |
| 2    | Lahore          | 5.209.088        | 11.126.285       | 4,07%                       |
| 3    | Faisalabad      | 2.008.861        | 3.204.726        | 2,48%                       |
| 4    | Rawalpindi      | 1.409.768        | 2.098.231        | 2,11%                       |
| 5    | Gujranwala      | 1.132.509        | 2.027.001        | 3,10%                       |
| 6    | Pesjawar        | 982.816          | 1.970.042        | 3,72%                       |
| 7    | Multan          | 1.197.384        | 1.871.843        | 2,37%                       |
| 8    | Hyderabad       | 1.166.894        | 1.734.309        | 2,10%                       |
| 9    | Islamabad       | 529.180          | 1.009.832        | 3,45%                       |
| 10   | Quetta          | 565.137          | 1.001.205        | 3,05%                       |
| 11   | Bahawalpur      | 408.395          | 762.111          | 3,33%                       |
| 12   | Sargodha        | 458.440          | 659.862          | 1,93%                       |
| 13   | Sialkot         | 421.502          | 655.852          | 2,35%                       |
| 14   | Sukkur          | 335.551          | 499.900          | 2,12%                       |
| 15   | Larkana         | 270.283          | 490.508          | 3,18%                       |
| 16   | Sheikhpura      | 280.263          | 473.129          | 2,79%                       |
| 17   | Rahimyar Khan   | 233.537          | 420.419          | 3,14%                       |
| 18   | Jhang           | 293.366          | 414.131          | 1,83%                       |
| 19   | Dera Ghazi Khan | 190.542          | 399.064          | 3,96%                       |
| 20   | Gujrat          | 251.792          | 390.533          | 2,33%                       |

De stedelijke bevolking groeide jaarlijks gemiddeld met 2,7% in de periode 1998-2017, terwijl de plattelandsbevolking jaarlijks met 2,23% toenam in dezelfde periode.

## Leeftijdsopbouw

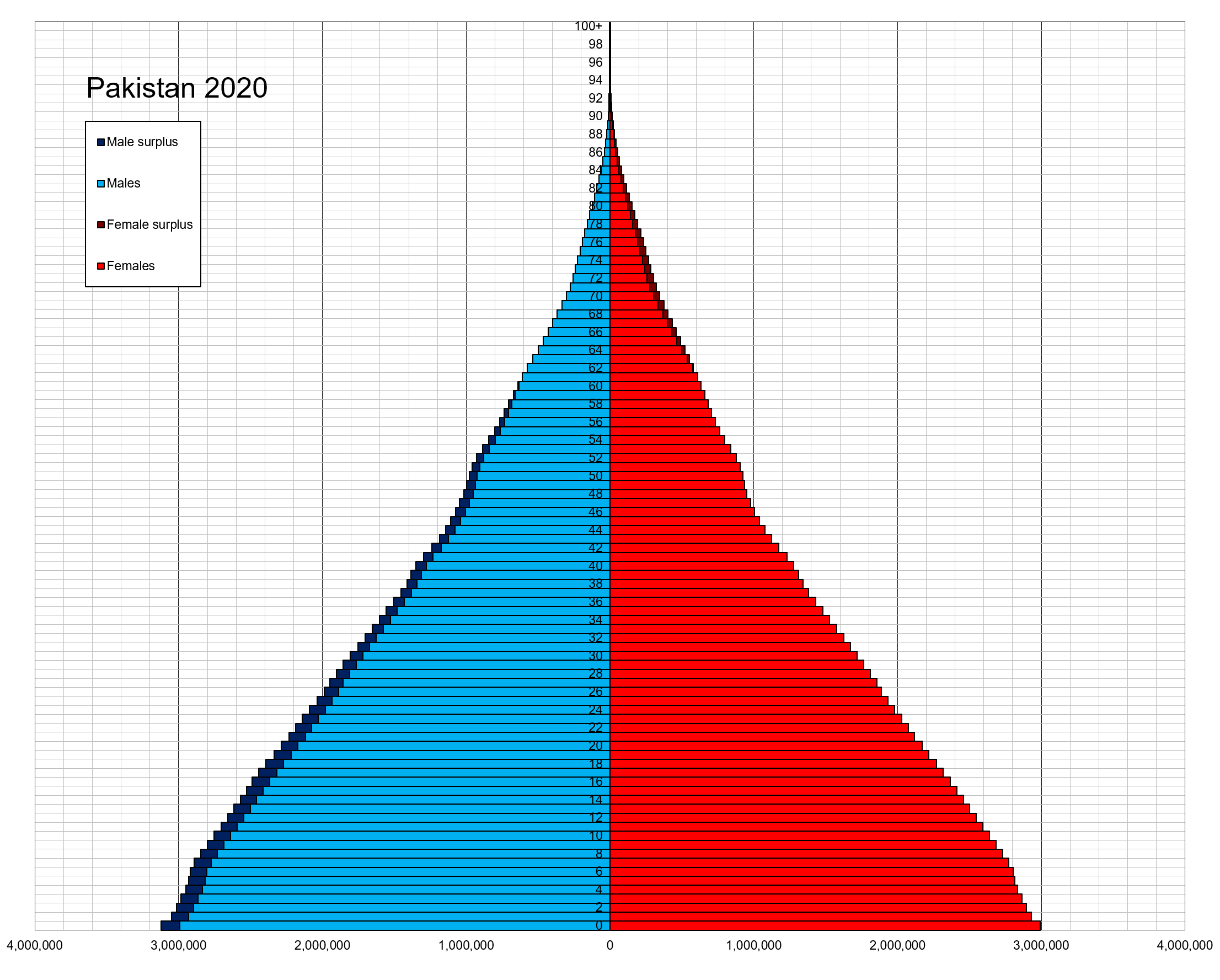
De bevolkingspiramide van Pakistan (2020)

In 1997 was de Pakistaanse bevolking gemiddeld 18 jaar oud. Kinderen tot de leeftijd van 15 vormden 43,4% van de bevolking, terwijl 65-plussers slechts 3,5% van de bevolking vormden. Het CIA Factbook schatte in 2020 dat 36% van de bevolking tussen de 0-14 jaar oud is, 59,6% van de bevolking tussen de 15-64 jaar oud is en 4,4% 65 jaar of ouder is.
| Leeftijdsopbouw per deelgebied (1997) | 0 tot 5 jaar | 0 tot 10 jaar | 0 tot 15 jaar | > 18 jaar | 15 tot 64 jaar | > 65 jaar | Afhankelijkheidsratio |
| ------------------------------------- | ------------ | ------------- | ------------- | --------- | -------------- | --------- | --------------------- |
| Khyber-Pakhtunkhwa                    | 16,25        | 33,29         | 47,20         | 47,25     | 49,79          | 3,01      | 100,83                |
| Punjab                                | 14,24        | 29,48         | 42,52         | 52,00     | 53,46          | 4,02      | 87,07                 |
| Sind                                  | 15,00        | 30,50         | 42,76         | 52,21     | 54,47          | 2,77      | 83,58                 |
| Baloechistan                          | 16,64        | 34,01         | 46,67         | 48,69     | 50,81          | 2,52      | 96,79                 |
| Islamabad Hoofdstedelijk Territorium  | 11,93        | 25,04         | 37,90         | 55,43     | 59,38          | 2,73      | 68,42                 |
| Pakistan                              | 14,80        | 30,45         | 43,40         | 51,25     | 53,09          | 3,50      | 88,34                 |

## Religie
| Religie in Pakistan (2017) | Religie in Pakistan (2017) | Religie in Pakistan (2017) | Religie in Pakistan (2017) | Religie in Pakistan (2017) |
| -------------------------- | -------------------------- | -------------------------- | -------------------------- | -------------------------- |
|                            |                            |                            |                            |                            |
| Islam                      | Islam                      |                            | 96,28%                     | 96,28%                     |
| Hindoeïsme                 | Hindoeïsme                 |                            | 1,60%                      | 1,60%                      |
| Christendom                | Christendom                |                            | 1,59%                      | 1,59%                      |
| Andere religies            | Andere religies            |                            | 0,32%                      | 0,32%                      |
| Ahmadiyya                  | Ahmadiyya                  |                            | 0,22%                      | 0,22%                      |

De islam is de grootste religie in Pakistan. In de volkstelling vormden de moslims 96,28% van de Pakistaanse bevolking. Dit percentage is exclusief de Ahmadiyya (geloofsgemeenschap), die 0,22% van de bevolking vormden. De grootste minderheidsreligie was het hindoeïsme. Al met al vormden de hindoes 1,60% van de Pakistaanse bevolking: zij woonden vooral op het platteland van Sind en vormden aldaar bijna 10% van de bevolking. De christenen vormden 1,59% van de Pakistaanse bevolking; variërend van 0,07% in de Federaal Bestuurde Stamgebieden tot 4,07% in het Islamabad Hoofdstedelijk Territorium. Ongeveer 0,32% van de bevolking hing traditionele en andere religies aan.